# Missisquoi
Missisquoi (Mazipskwik, Mazipskoik, Misiskuoi, Missiassik, Missique, Missisco) /"place of flint;" "Crooked River"/ jedna od skupina Sokoki Indijanaca s istočne obale jezera Champlain u Vermontu. Ime označava i njihovo glavno selo, koje 1730. pogađa epidemija boginja, zbog čega ga napuštaju, ali se već sljedeće godine ponovno vračaju u njega. Danas su organizirani kao Sokoki-St. Francis Band of the Abenaki Nation, a plemensko vijeće utemeljeno je 1976. u Swantonu. Dio plemena Sokokija koji je otišao na područje rijeke St-François u Kanadu, danas je poznat kao St. Francis Indijanci, a središte im je Odanak. Populacija St. Francis Indijanaca u Quebecu iznosi oko 400 (Sultzman) i u Vermontu (2.500, ib.)